# Evolução da inteligência humana
A evolução da inteligência humana está intimamente ligada à evolução do cérebro humano e à origem da linguagem. A linha do tempo da evolução humana abrange aproximadamente sete milhões de anos, desde a separação do gênero Pan até o surgimento da modernidade comportamental há cinquenta mil anos. Os primeiros três milhões de anos desta linha do tempo dizem respeito ao Sahelanthropus, os dois milhões seguintes dizem respeito ao Australopithecus e os dois milhões finais abrangem a história do gênero Homo na era paleolítica.
Muitos traços da inteligência humana, como empatia, teoria da mente, luto, ritual e o uso de símbolos e ferramentas, são um tanto aparentes em grandes símios, embora estejam em formas muito menos sofisticadas do que as encontradas em humanos, como a linguagem dos hominídeos.

## História

### Hominídeos
Os grandes símios (hominídeos) mostram algumas habilidades cognitivas e empáticas. Os chimpanzés podem fabricar ferramentas e usá-las para adquirir alimentos e paradas sociais; eles têm estratégias de caça levemente complexas que requerem cooperação, influência e posição; eles são conscientes do status, manipuladores e capazes de enganar; eles podem aprender a usar símbolos e entender aspectos da linguagem humana, incluindo alguma sintaxe relacional, conceitos de número e sequência numérica. Uma característica comum que está presente em espécies com "alto grau de inteligência" (ou seja, golfinhos, grandes símios e humanos — Homo sapiens) é um cérebro de tamanho aumentado. Junto com isso, há um neocórtex mais desenvolvido, um dobramento do córtex cerebral e neurônios de von Economo. Esses neurônios estão ligados à inteligência social e à capacidade de avaliar o que o outro está pensando ou sentindo e também estão presentes nos golfinhos nariz-de-garrafa.